# Colonização espanhola do Paraná
A colonização espanhola do Paraná teve forte influência principalmente na região oeste do Paraná, onde era comum a vinda de espanhóis, que anteriormente colonizaram o Paraguai e a Argentina, muitos deles eram padres jesuítas, que entre os séculos XVI e XVII, catequizavam pacificamente os indígenas no sul do Brasil, nas comunidades espanholas que fundavam.

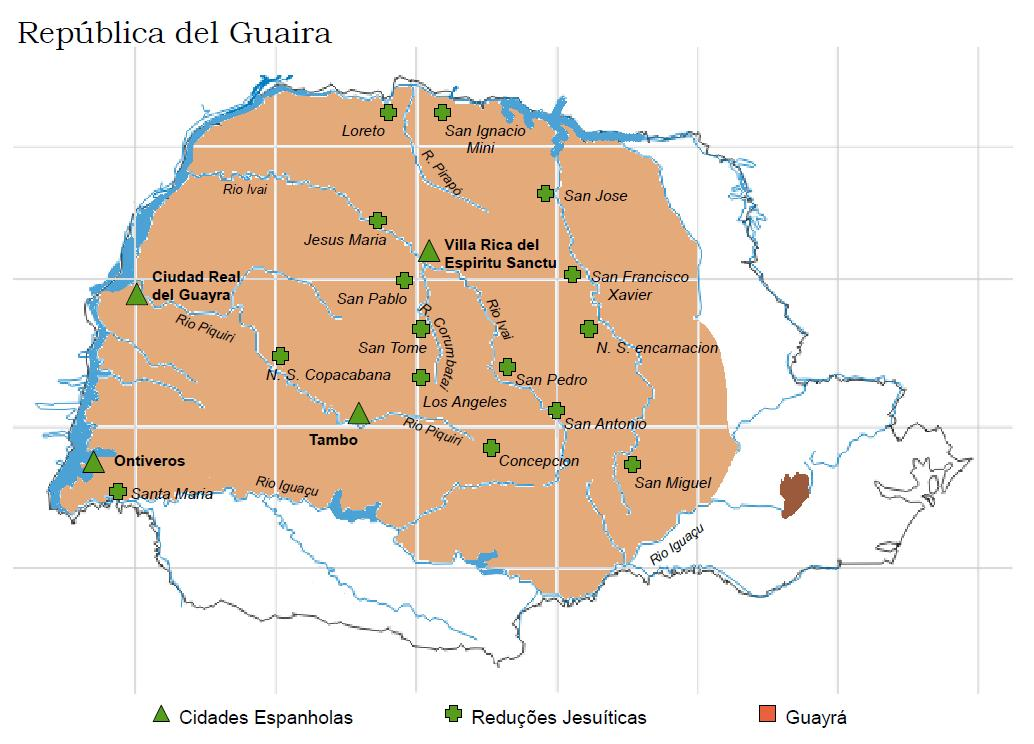
Mapa do estado atual do Paraná mostrando a região do Guayrá em marrom. Missões jesuítas estão marcadas com cruzes e assentamentos espanhóis com triângulos.

A colonização espanhola presente no atual território do estado brasileiro do Paraná começou em meados do século XVI, quando a solução dada pelo governador do Paraguai, Domingos Martínez de Irala foi a fundação de vilas na região de Guairá, cujos objetivos foram:
- a subordinação dos indígenas que ali se encontravam. Estes povos autóctones pertenciam acima de toda a grande família tupi-guarani. A população indígena era mais de 200 mil;
- a detenção da continuidade das penetrações vindas de Portugal, que aprisionavam indígenas, dirigindo-se para a parte ocidental da linha do Tratado de Tordesilhas;
- A conquista de um porto marítimo no futuro para Assunção, no Oceano Atlântico, como aparecimento de Paranaguá para ser o lugar de maior indicação para tanto.

## Província de Vera
Durante o século XVI, no quadrilátero das terras banhadas pelos rios Paraná, Tibaji e Iguaçu, viviam muitos indígenas. O grupo étnico da maioria da população indígena da região foram os tupis-guaranis. O colonizador europeu que fez o percurso da região pela primeira vez foi o vicentino Aleixo Garcia, que ali iniciou a penetração como comandante de uma bandeira. Fez a ultrapassagem do rio Paraná na região das Sete Quedas e sua chegada em direção à Cordilheira dos Andes.
Em 1541 Álvaro Nunes Cabeza de Vaca fez a travessia da região. Fez uma viagem de partida com a numerosidade de sua comitiva da ilha de Santa Catarina e dirigindo-se até Assunção, no Paraguai, onde recebeu do rei sua nomeação para governador. Em 1541 fez a travessia do Iguaçu, depois atravessou o rio Tibaji, fez uma viagem de volta ao rio Iguaçu e a navegação em canoas em direção aos saltos de Santa Maria, onde teve a perda de algumas de suas embarcações. Com as outras fez o contorno dos saltos com suas próprias pernas e logo abaixo iniciou a tomada simbólica do rio Paraná a ser empossado, em nome do rei da Espanha.
Devido a esses objetivos espanhóis, o adelantado (governador) de Assunção fez o envio em 1554 de oitenta homens armados, que iniciaram a fundação da vila de Ontiveros, às margens do rio Paraná, há pouca distância da foz do rio Ivaí. Esta cidade foi o primeiro assentamento permanente que os espanhóis fundaram em território paranaense. Possuía muitos índios encomendados (escravizados). Mas dois anos depois, o capitão Ruy Dias de Melgarejo promoveu a transferência da povoação para bem próximo da foz do rio Piquiri.
Neste novo lugar o núcleo recebeu o nome de Ciudad Real de Guairá. Os espanhóis deram continuidade à exploração da região. No ano de 1579, às margens do rio Ivaí, perto da foz do rio Corumbataí, o mesmo espanhol, capitão Ruy Dias de Melgarejo, iniciou a fundação da cidade de Vila Rica do Espírito Santo. Esta denominação de Vila Rica é devido ao fato de os espanhóis ali derem de encontro na região com muitos cristais de rochas (ágatas), que fizeram o julgamento de que as rochas são pedras preciosas muito valiosas. Tiveram recolhimento e a decisão dos espanhóis era o seu retorno à Espanha, com o objetivo de usufruto da riqueza que encontraram. Mas Ruy Dias Melgarejo decretou a proibição de que saíssem os colonos da região. Então foram amotinados, mas se submeteram. A cidade de Vila Rica do Espírito Santo tem se tornado num importante centro de escravidão indígena.
Estas vilas que os espanhóis fundaram no atual território paranaense, receberam o nome de República do Guairá. Durante aquela época, os espanhóis fizeram uso de um sistema de colonização sob fracasso que estava relacionado com o indígena. Eram os adelantados e encomiendas; os jesuítas; as reduções; a organização; o ensino, o urbanismo e a justiça; os conflitos e interesses; os mamelucos; a destruição; e a extinção de Vila Rica.

## Adelantadoseencomiendas
As autoridades vindas da Espanha deram incumbência às pessoas possuidoras de alguns bens para a conquista das terras que os indígenas ocupavam. Eram chamados de adelantados, como por exemplo Balboa, Pizarro, Pedro de Mendoza, Pedro Álvarez Nunes Cabeza de Vaca e muitos outros. De acordo com o que determinava a coroa espanhola, o dever da população indígena era o aprendizado do catecismo, que servia de defesa contra os inimigos e os adelantados, tendo início num ofício. Em troca disto, os índios fariam o pagamento de uma taxa, ou fariam a prestação de serviços. Eram chamado de encomiendas esse sistema, que acabou em degeneração porque os espanhóis eram gananciosos, causando a escravidão do indígena.
Esse sistema também foi posto em prática no Paraná, na Ciudad Real e Vila Rica. Como o governador do Paraguai, Hernando Arias Saavedra deu de encontro com os índios que resistiram fortemente em aplicar tal sistema, incluindo a frequência de revoltas, deu sugestão ao governo espanhol que tenha confiança em pacificar e converter os indígenas da região aos padres da Companhia de Jesus, o que teve aceitação de imediato.

## Jesuítas

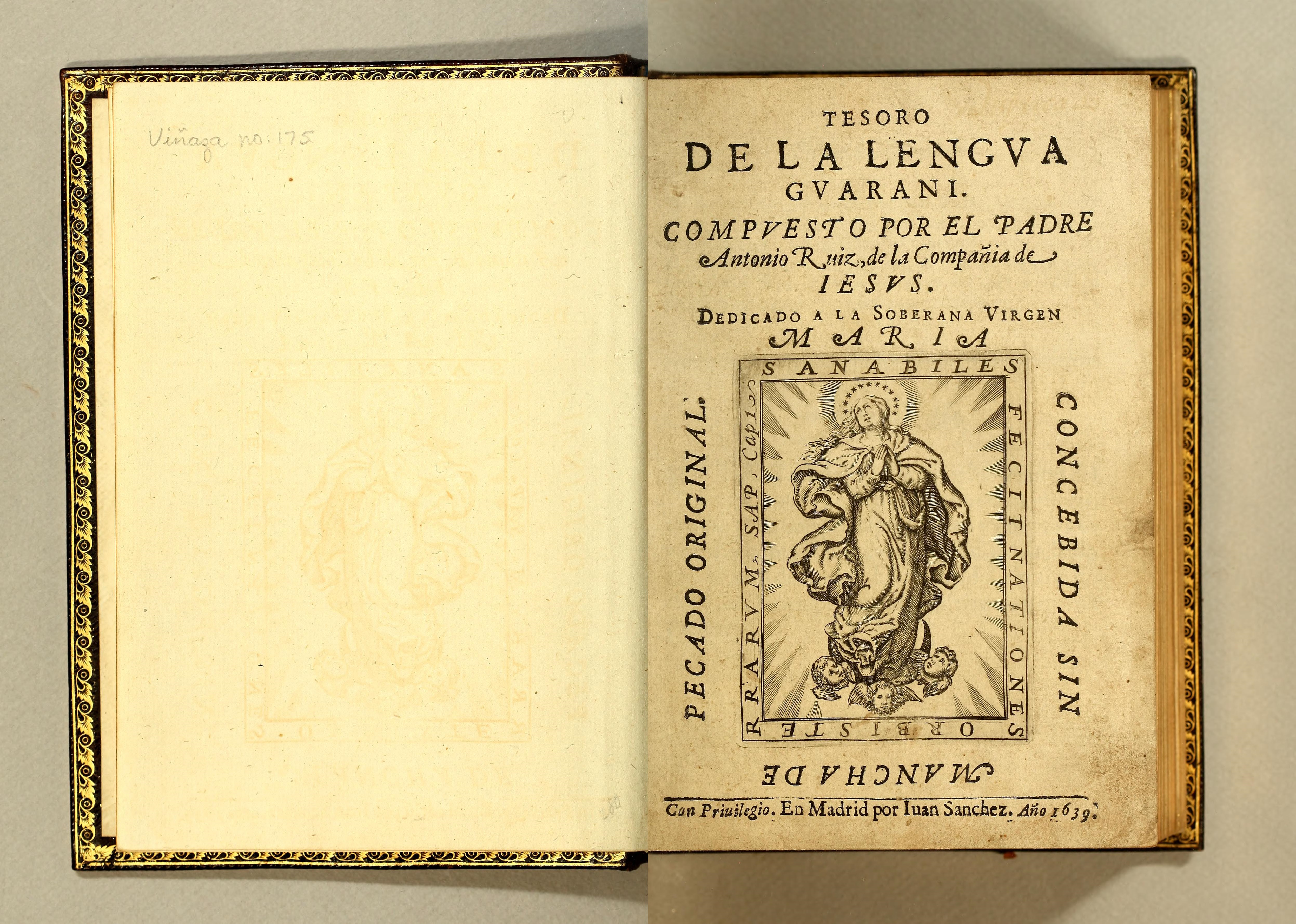
Tesoro de la Lengua Guaraní, 1639, escrito pelo jesuíta peruano Antonio Ruiz de Montoya. Foi o primeiro dicionário guarani-espanhol.

Naquela época, a preocupação dos padres era o fato de que faltava eficiência do método de catequese que os jesuítas empregavam até então. O método de catequese consistia em continuar peregrinando entre as aldeias indígenas, onde os padres faziam a pregação e o batismo. Mas este sistema não tinha muita eficiência, visto que se faltasse o sacerdote numa aldeia teria como consequência o fato de que os novos indígenas convertidos fossem desleixados e não se interessassem pela religião cristã, voltando com facilidade a praticar as antigas superstições. Guairá foi a primeira região a fazer a experiência do sistema que os jesuítas adotavam: as reduções.
Consiste este na atração de aumentar possivelmente o número de indígenas para uma povoação, que se chamava redução. Ali, os indígenas moravam numa habitação com a sua família; o missionário também ali fazia fixação de residência, daí não tendo a necessidade de o deslocamento frequente para outras regiões. Estiveram à procura dos jesuítas, assim, realizando a conquista de alguma coisa que durasse enquanto trabalhassem como na missão jesuítica. Os padres jesuítas julgavam o pensamento de que não fosse o suficiente para fazer o lançamento da palavra de Deus ao acaso como era feito em tempos antigos, mas precisavam fazer a vigilância da palavra de Deus, propriamente dita, até frutificar.
Ambas as povoações da região não recebiam muito bem os jesuítas, isto porque, os espanhóis se acostumavam em explorar os índios pelo sistema das encomiendas, não faziam falta para eles o fato de estarem presentes os maiores homens que defendiam os direitos dos indígenas; realizavam a fuga de suas encomiendas em maior número e o refúgio nas reduções jesuíticas. A situação nos dois centros espanhóis agravou-se muito porque faltava gente para trabalhar, havendo a insuficiência do número de seus indígenas para a trabalhar na lavoura e plantar a erva-mate. As duas povoações passaram a declinar nitidamente, até que os bandeirantes paulistas finalmente destruíram.

## Reduções
Os dois primeiros núcleos indígenas que os jesuítas fundaram, na região, foram os de Nossa Senhora de Loreto e Santo Inácio Mini, que se localizavam na margem esquerda do Paranapanema, sendo que fundaram o de Loreto em 1610, na foz do rio Pirapó.
Nesta região, mais de 200 famílias foram encontradas pelos jesuítas, que batizaram anteriormente. Esta foi a mais antiga redução jesuítica onde o povo guarani morava. O primeiro núcleo teve rápída prosperidade e tem se tornado a capital das reduções, onde passou a ser residência do padre superior da província do Guairá, o novo nome da antiga Província de Vera.
Os padres corajosos, fortemente fiéis e dinamicamente invulgares contribuíram para a rapidez de semeadura no vasto território onde estavam localizadas as missões, o aumento da quantidade destes aldeamentos, os quais somaram treze, que ficavam nas margens dos mais importantes rios, como o Piquiri, Ivaí, Paranapanema, Tibagi e Iguaçu.
Esta obra de catequizar e civilizar os indígenas que os padres da Companhia de Jesus faziam não se compara paralelamente com outra qualquer em benefício da civilização, tal era vultuosa e ampla esta civilização, propriamente dita. Em alguns anos, estes missionários intrépidos realizaram com êxito o aldeamento de aproximadamente 100 mil indígenas; e o que é mais importante: os jesuítas realizaram a penetração nos indígenas animados o fato de sentirem-se trabalhadores sistemática e disciplinadamente, o que até então ninguém realizou.

## Organização
Um missionário dirigia uma destas reduções. Este missionário, propriamente dito, era chamado pelos índios de pai-tuya (pai velho); um assistente coadjutor, o pai-mini (pai novo), auxiliava o diretor das reduções. De modo indiscutível, a suprema autoridade que dirigia uma redução era o pai-tuya. Os jesuítas não tiveram a quebra de hierarquia da vida que as tribos tinham, com a qual era o costume que os índios tinham; fizeram a adaptação dos cargos usuais de administração que regiam as vilas espanholas, aos chefes que dirigiam as aldeias indígenas. Dessa forma, os índios desempenharam a ocupação do cargo de capitão, alcaide (espécie de oficial do poder judiciário que tinha o direito de fazer a punição que os criminosos mereciam), alferes (que corresponde razoavelmente à hierarquia militar de sargento), regedor (que administrava a redução), etc.
Qualquer pessoa no dia em que se casava com outra teve o recebimento de um terreno, o qual tinha a obrigação de fazer o cultivo. Além de existir esta propriedade privada, havia as que tinham coletividade. Os índios cuidavam e plantavam as propriedades coletivas em turnos. As propriedades coletivas eram chamadas pelos índios de tupã-mbe (propriedade de Deus).
A pecuária equina, bovina, avícola, etc., também tinha coletividade. Os indígenas armazenavam o produto deste trabalho em depósitos públicos, donde qualquer família teve o recebimento do que necessitava para sustenta-la. Esta distribuição, que se limitava a qualquer família, era para que não sejam desperdiçados os gêneros alimentícios e para que as donas de casa indígenas não estivessem acostumadas com gastos exagerados. Destes depósitos comuns era retirado também o necessário para participar das missas e pagar impostos, que serviam como pagamento religioso à coroa espanhola.
Pelos missionários espanhóis não era introduzido o fato de usar a moeda entre os indígenas, para evitar o despertar da cobiça, que até então não existia. Mas a cada ano era feita descida pelos indígenas das reduções até Santa Fé ou Buenos Aires, que quem chefiava foi um missionário, que assumia o cargo de procurador das missões, para vender seus produtos e realizar a aquisição de suas mercadorias de que necessitavam. Um procurador missionário presente trabalhava para a defesa dos indígenas dos vexames possivelmente infligidos pelos colonos, bem como para não fraudar e roubar.

## Ensino, urbanismo e justiça
O mais importante edifício que existia numa redução jesuítica era a igreja, que por tradição ficava na praça principal, assim como era de praxe entre os colonizadores vindos de Portugal em solo brasileiro. O alinhamento das residências era feito com a formação de quarteirões. Os quarteirões eram possuidores de modo geral de uma espécie de área com cobertura e continuidade, fazendo a ligação das casas entre si, no trânsito dos pedestres que se protegiam da luminária do dia e da precipitação pluviométrica.
A reunião da população ocorria todos os períodos matutinos na sede da paróquia, em especial, dos menores de idade, para rezar Pai Nosso, Ave Maria e Glória ao Pai e participar da missa; depois, dos maiores de idade que iam trabalhar e dos menores de idade, tanto das crianças do sexo masculino como do feminino, para estudar em instituições de ensino fundamental. Ali as crianças dedicavam-se ao aprendizado da leitura, da escrita e dos cálculos matemáticos, na primeira língua que aprendem.
Aos infratores na comunidade quem aplicava as penalizações era o pai-tuya. A variação das penalizações era feita a partir do fato de os infratores confessarem publicamente que faltavam, até serem açoitados, presos ou expulsos da comunidade. É importante ressaltar que eram muito raros os crimes cometidos nas reduções e nos que diz respeito aos brancos presentes, os missionários e as autoridades espanholas não toleravam.
Pelos próprios missionários eram ensinado aos indígenas qualquer das profissões e necessidades. Dessa forma, as profissões praticadas pelos indígenas a tecelagem, a carpintaria, a metalurgia, a agricultura, cada um especialista numa profissão.
Durante o período vespertino, a volta dos indígenas para a reunião na igreja tinha como finalidade rezar as orações da Igreja Católica, antes de seu recolhimento às suas residências, Quando saíam e entravam na igreja, eram realizados pelos indígenas os cânticos, bem como quando começaram a trabalhar todo o dia.
Nos domingos e dias santos, foram realizados pelos indígenas as festas e os folguedos, na praça central, com muitas cores, música e pompa. A festa que os indígenas preparavam bem e, consequentemente, a que mais esperavam e animavam, era a do orago.

## Conflitos e interesses
O fato de serem absolutamente bem-sucedidas as reduções jesuíticas fez com que os luso-brasileiros de São Paulo ficassem com medo. Quanto à atitude violentamente reacionária dos paulistas contra as reduções jesuíticas pode se sintetizar nos seguintes interesses:
1. o medo de que a colonização espanhola se expandisse para a parte oriental, dirigindo-se à baía de Paranaguá;
2. os indígenas a serem preados para o trabalho em suas lavouras;
3. desejar o alcance das famosas minas de Potosi.

Os portugueses sempre intencionaram a consideração do Rio da Prata como a fronteira sul do Brasil. Por sua vez, o desejo dos espanhóis era o percurso desta fronteira pelos rios Paranapanema ou Itararé até Cananéia ou, na pior das hipóteses, até a baía de Paranaguá. Assim, os portugueses e espanhóis disputavam o território que compreendia o Rio da Prata e o Paranapanema. O desejo dos dois povos colonizadores era de empossar este território.
O fato de as reduções jesuíticas espanholas serem expandidas, que já efetivaram o alcance do médio vale do Tíbagi, causou a provocação do medo que os paulistas mamelucos passaram a ter. Os mamelucos deliberaram firmemente o impedimento de expandir as reduções jesuíticas. Por este motivo, promoveram ataque antes de serem vítimas de ataque. Dessa maneira, os portugueses consideraram justa a guerra de destruição, embora a realização da terrível obra de destruição fosse proposta por esse povo colonizador. Por outro lado, a agricultura paulista teve necessidade de braços para trabalhar. Há muito tempo os paulistas fizeram a organização das entradas e bandeiras, que faziam o percurso do interior para capturar os índios. Os indígenas receberam prisão e transferência com destino para São Paulo, onde era realizada a sua venda.
O preço por peça, como então era chamado pelos escravos, compensava. A ilicitude deste comércio tinha normalidade, embora os missionários jesuítas portugueses fizeram protesto.

## Mamelucos
Quando se determinam os estudos das reduções jesuíticas do Guairá, a necessidade de salientamento era de que entre 1580 e 1640, Portugal e a totalidade do seu império colonial eram pertencentes à Espanha. O rei da Espanha era também o chefe de Estado da colônia portuguesa do Brasil. Pois na época do que os historiadores chamam de domínio espanhol foi o fato de que se desenvolveram as reduções jesuíticas que se localizavam na República do Guairá.
No ano de 1628, os paulistas estavam com a firmeza proposital do impedimento do fato de a Espanha se expandir ao sul do rio Paranapanema. A expedição inicial contra as reduções jesuíticas teve início do seu preparo pelos bandeirantes Antônio Raposo Tavares e Paulo do Amaral.
A empresa a que os paulistas se fizeram proposta, oferecia perigos e dificuldades. Os paulistas se sentiam chocados com o fato de que a Companhia de Jesus e o Reino da Espanha estivessem altamente interessadas pela permanência da República do Guairá.
Mas os paulistas tomaram uma atitude de prudência e eficiência. No começo, os partidários do empreendimento deram o tratamento de ocupação dos postos de mando em São Paulo e vilas adjacentes, visando com isto à facilitação da solução dos problemas. Os bandeirantes estavam conscientes de que seus objetivos eram ilegais.
Visando a defesa das atitudes responsáveis, a Câmara Municipal e a Ouvidoria de São Paulo determinaram a  expedição da ordem de prisão contra Raposo Tavares e Paulo do Amaral. Mas não tiveram a capacidade de se dar ao encontro com os dois bandeirantes. Tal atitude não tem deixado de ser falsa, pois a maioria das autoridades paulistas já se associavam à expedição.
Naquela ocasião, teve a chegada em São Paulo do novo adelantado de Assunção, D. Luiz de Céspedes y Xeria. Este odiava os jesuítas, pois tinha desentendimento com os mesmos quando assumia o cargo de governador de Buenos Aires. Em São Paulo, deixou-se informado dos objetivos que a expedição tinha. Raposo Tavares estava preparando a expedição.
Apesar de sua manifestação oficial de ser contra o empreendimento, realmente é provável que Dom Luis de Céspedes y Xeria tinha associação ao bandeirante Raposo Tavares. Para dar acompanhamento a D. Cespedes até o Paraguai, indicou-se o mameluco Manuel Preto, Mestre de Campos que já era chefe das expedições que preavam indígenas no interior da Sul do Brasil.
Céspedes não deu atendimento aos jesuítas que viviam e trabalhavam nas reduções. Estes passaram a ter o conhecimento dos paulistas intencionados e fizeram a solicitação de armas ao adelantado para defender os jesuítas. Mas o governador de Assunção, contrariamente, deu ordem de desarmamento dos poucos indígenas que carregavam armas de fogo em seus braços e determinou a criação de cargos civis, objetivando o enfraquecimento do fato de serem absolutamente autoritários os missionários nas reduções.
Enquanto isto, Manuel Preto, cuja avó era a índia Terebé, realizando o desempenho do papel de representar os paulistas interessados juntamente ao adelantado de Assunção, deixou-se informado da verdadeira situação em que as reduções do Guairá se encontravam, do que instruiu Raposo Tavares.

## Destruição
No ano de 1628, foi iniciada a viagem feita por Raposo Tavares para a República do Guairá, não sem antes da realização do seguimento de uma bandeira como vanguarda, para a plantação da agricultura de subsistência, a abertura de picadas e o preparo de arranchamentos. A composição da expedição de Raposo Tavares tinha mais de 900 caucasianos e 3 000 indígenas. De tanta numerosidade era a mesma, que em São Paulo não ficaram mais de 25 homens com capacidade de entendimento de balística.
De São Paulo fizeram a descida para Santos, São Vicente e Itanhaém. O caminho foi a travessia da Serra do Mar através do Rio Ribeira de Iguape, até os Campos Gerais. Aí a expedição foi dividida. Uma pequena parte foi para o extremo sul e a maior foi para o talvegue do rio Tibaji, dirigindo-se para as reduções.
Os paulistas foram acampados perto da aldeia de Encarnación. No começo, a dedicação dos bandeirantes foi o aprisionamento de indígenas pelas adjacências. Os jesuítas, que objetivavam o amedrontamento dos mamelucos (assim os padres cultivavam o costume dar esse nome aos paulistas), convocaram uma reunião de 1 200 indígenas e foram até em frente ao acampamento. Foram rechaçados com tiros de armas de fogo. Porém quando da apresentação de isolamento dos padres, os profissionais da fé foram recebidos por Raposo Tavares para parlamentar.
As promessas de Raposo Tavares foram a libertação da escravidão dos indígenas e o fim da perseguição dos catecúmenos dos jesuítas. A primeira promessa não foi cumprida, mas com efeito foi deixada, de maneira temporária, a preação dos indígenas que já moravam em aldeias. Essas negociações não deixavam de ser despistadas por alguns paulistas, com a esperança de todo um incidente qualquer para a invasão da redução.
Com efeito, o acontecimento foi não demorado. O cacique Tataurana (que já era cristão) teve fuga dos paulistas e refúgio na aldeia de Santo Antônio. A devolução pelos jesuítas foi negada por ele, utilizando-se do argumento de que professava o cristianismo. Foram iniciadas então as guerras. Os mamelucos, ao mesmo tempo em que foram responsáveis pelas destruição das aldeias e reduções do vale do Tibaji, também fizeram destruição das aldeias no vale do Ivaí.
Os indígenas não ofereceram grande resistência e sim aqueles que ainda foram habitantes das florestas. Estes fizeram assalto e matança, nas retaguardas dos grupos, de maneira muito eficiente. Pelos jesuítas, desesperados, foram abandonados numerosas reduções e espalhados os indígenas.
Em maio de 1629, a volta de Raposo Tavares a São Paulo acompanhou a escravidão de mais de 20 mil indígenas. A decisão dos jesuítas pelo deslocamento dos padres Maceta e Mansilla para São Paulo, a fim de socorro e defesa, perante as autoridades, os direitos dos índios. Foi conseguido inclusive o alcance de uma coluna de aprisionamento de índio. O fato de que Raposo Tavares suplicasse ao comandante não teve nenhum adiantamento. Devido à insuficiência física da velhice, do sexo feminino e da infância dos indígenas para a continuação da caminhada, Raposo Tavares abandonou-os na floresta. Pelos missionários foram assistidos aqueles que tivessem possibilidade. Pelos jesuítas a reclamação foi feita contra esta barbárie em São Paulo, no Rio de Janeiro e até na Bahia. Quando tudo fazia a crença de que pelo governador do Rio lhes fosse dado apoio contra os mamelucos de São Paulo, eis que pelos holandeses foi invadido Pernambuco. A participação dos paulistas de destruir a maioria das cidades da República do Guairá teve recrutamento para a guarnição do litoral para evitar que fosse atacado pela marinha holandesa.
A eleição de Raposo Tavares como presidente da Câmara ocorreu em 1632 e depois a de Ouvidor da Capitania. Os jesuítas que reivindicaram ficaram em vão. Outras expedições foram feitas contra as reduções do Guairá. Uma delas aconteceu em 1629, que o mameluco Manuel Preto comandou.

## Extinção de Vila Rica
Quando foram destruídas as reduções jesuíticas, os espanhóis de Ciudad Real e Vila Rica foram aliados de Raposo Tavares. O objetivo com tal atitude dos espanhóis era o auxílio ao abatimento dos poderosos jesuítas, seus mais antigos inimigos. Mas tanto os mamelucos como os espanhóis defendiam com tenacidade os indígenas a serem escravizados. Esta aliança favoreceu a parcimônia de Raposo Tavares por Vila Rica. Mas em sua companhia havia a mudança da diversidade de espanhóis para São Paulo, onde passaram a ter sua própria residência. Afinal, todos eram inferiores ao governo de Sua Majestade, o Rei da Espanha.
Apesar de sua sobrevivência, Vila Rica decaiu. Em 1674, pelo bandeirante Francisco Pedroso Xavier foi organizada uma bandeira que visava o recolhimento do restante dos indígenas na República do Guairá. Foi para aquele lugar, mas de maneira prática não foi encontrado nada.
A solução do bandeirante era a destruição de Vila Rica, argumentando que a região inteira que vai do Paranapanema até o rio da Prata fazia parte de Portugal, sendo portanto a ilegalidade de existir esta vila espanhola às margens do rio Ivaí.
No começo, foram assaltadas pelo bandeirante quatro aldeias vizinhas de Vila Rica, com o aprisionamento dos indígenas. Pelo bandeirante foi espalhado a notícia de que os portugueses tinham eram mais de 2 mil homens. a solução dos espanhóis era o parlamento e consequentemente por Francisco Xavier foi assumida da vila.
Pelos espanhóis de Assunção foram enviados contra os paulistas uma força de 400 militares e 700 indígenas. Quem bateu-os foi Xavier e pelos próprios espanhóis foi reconhecido que o total de paulistas era inferior a 150 homens caucasianos e 400 tupis-guaranis.
A partir de então, pelos espanhóis foi abandonada Vila Rica e eles mesmos foram retirados para o Paraguai. A afirmação de Romário Martins era de que apenas em combates morreram 15 mil indígenas enquanto lutavam contra os portugueses, e mais de 60 mil se converteram em escravos. Devido ao fato de que muitos escravos se lançaram no mercado, ficaram mais baratos: passaram de 100 mil réis para 20 mil réis, por cabeça.
Das treze reduções que os jesuítas já organizaram, onze foram destruídas pelos mamelucos onze, o restante apenas as duas últimas: Loreto e Santo Inácio Mini, isto porque, quando ali chegaram, foram encontradas as mesmas desertas. Pela obediência dos missionários, a solução seria o abandono de Guaírá com o ainda restante dos 12 mil índios, dos 100 mil que conquistaram o aldeamento. A solução dos indígenas foi o translado para o sul, às margens do rio Uruguai, inclusive no território do atual estado brasileiro do Rio Grande do Sul.
A epopeia deste extraordinário êxodo, qual seja, o fato de descer o rio Paraná com o enfrentamento das Sete Quedas, as pessoas famintas, doentes e a intempérie, o próprio padre Antônio Montoya vem narrando.
Apesar de terem sofrido, pelos bandeirantes não foram deixados os jesuítas sossegados, nem no Rio Grande do Sul, em Tapes, como começaram a chamar estas reduções. Foram estas, posteriormente as quais quem atacou foram bandeirantes paulistas.
Como consequências dos ativos bandeirantes paulistas na República do Guairá, merecem destaque:
1. a primeira tentativa fracassada de colonizar o Paraná, que os espanhóis e jesuítas realizaram. Atualmente, o que restou dos únicos vestígios desta atividade são as reduções que estão em pequenas ruínas;
2. o território incorporado que inclui as reduções jesuíticas ao Brasil, através dos tratados de limites de Madrid e Santo Ildefonso;
3. voltou a ser abandonada a totalidade da vasta região, que já estava em processo de adiantamento para se incorporar à civilização.